# Circuito de Getxo 2018
Il Circuito de Getxo 2018, settantatreesima edizione della corsa e valevole come evento dell'UCI Europe Tour 2018 categoria 1.1, si svolse il 31 luglio 2018 su un percorso di 185 km, con partenza e arrivo a Getxo, in Spagna. La vittoria fu appannaggio dello spagnolo Alex Aranburu, il quale terminò la gara in 4h31'40", alla media di 40,86 km/h, precedendo i connazionali Carlos Barbero e Jon Aberasturi.
Sul traguardo di Getxo 50 ciclisti, su 71 partenti, portarono a termine la competizione.

## Squadre e corridori partecipanti
| N.      | Cod. | Squadra                       |
| ------- | ---- | ----------------------------- |
| 11-17   | MOV  | Movistar Team                 |
| 21-27   | EUK  | Team Euskadi                  |
| 31-37   | DMP  | Delko Marseille Provence KTM  |
| 41-47   | KWT  | Massi-Kuwait Team             |
| 51-57   | BBH  | Burgos-BH                     |
| 61-68   | CJR  | Caja Rural-Seguros RGA        |
| 71-77   | EUS  | Euskadi Basque Country-Murias |
| 81-87   | PLK  | Polartec Kometa               |
| 91-96   | VIB  | VIB Sports                    |
| 101-106 | UKO  | Team Ukyo                     |

## Ordine d'arrivo (Top 10)
| Pos. | Corridore        | Squadra      | Tempo    |
| ---- | ---------------- | ------------ | -------- |
| 1    | Alex Aranburu    | Caja Rural   | 4h31'40" |
| 2    | Carlos Barbero   | Movistar     | s.t.     |
| 3    | Jon Aberasturi   | Euskadi-Mur. | s.t.     |
| 4    | Jesús Ezquerra   | Burgos-BH    | s.t.     |
| 5    | Richard Carapaz  | Movistar     | a 5"     |
| 6    | Jonathan Lastra  | Caja Rural   | a 6"     |
| 7    | Egoitz Fernández | Team Euskadi | s.t.     |
| 8    | Álvaro Cuadros   | Caja Rural   | a 9"     |
| 9    | Fabricio Ferrari | Caja Rural   | a 12"    |
| 10   | Iuri Filosi      | Delko Mar.   | s.t.     |